# Miaoli
Miaoli (caratteri cinesi: 苗栗市; pinyin: Miáolì Shì; POJ: Biâu-le̍k-chhī) è una città di Taiwan, capitale della Contea di Miaoli. Il suo nome è nato unendo due parole della lingua hakka, quella per "gatto" (貓) e quella per "città" (裡). Il composto suona approssimativamente come Pali (Bari). A Miaoli risiede una percentuale relativamente alta di persone appartenenti all'etnia Hakka, e la popolazione totale della città ammontava, al 2009, a 90.209 individui.